# Terra-Nova-Expedition

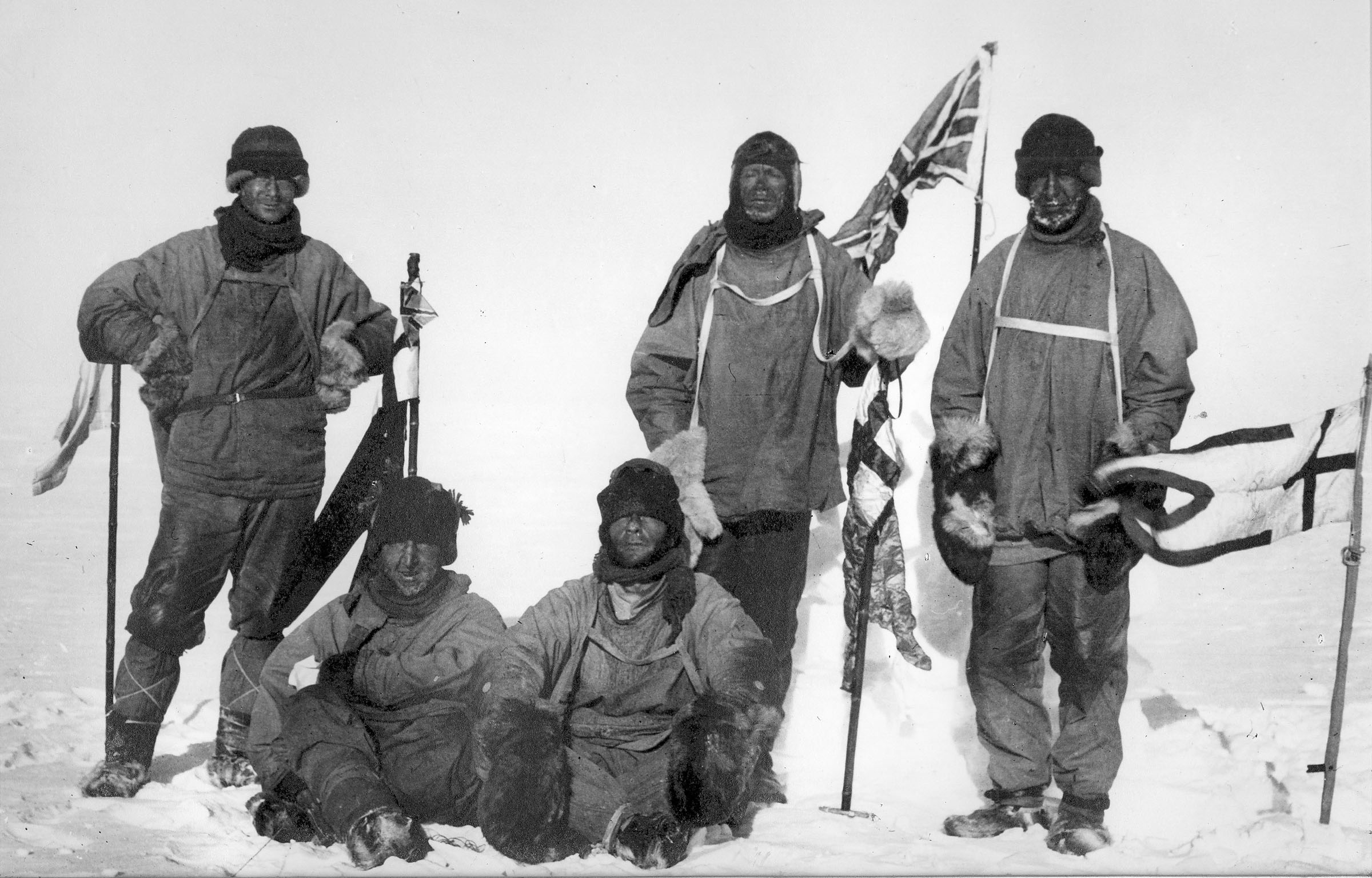
Scotts Team am Südpol, 18. Januar 1912. Von links nach rechts: (stehend) Oates, Scott, Wilson; (sitzend) Bowers, Edgar Evans

Die Terra-Nova-Expedition (1910–1913), offiziell die British Antarctic Expedition 1910, war eine britische Expedition unter Robert Falcon Scott. Das Hauptziel war laut Scott, „den Südpol [erstmals] zu erreichen und für das British Empire die Ehre dieser Errungenschaft zu sichern“. Außerdem sollten wissenschaftliche Forschungen und Erkundungen entlang der Küste und im Inneren des antarktischen Festlands durchgeführt werden, darunter die Erforschung von Viktorialand und des Transantarktischen Gebirges. Der bekanntere Name leitet sich von der Terra Nova ab, dem Schiff, das die Expeditionsgruppe transportierte und die Versorgung der Expedition garantierte.
Der Auftritt von Roald Amundsens Fram-Expedition veränderte den Charakter der Forschungsreise und führte zu einem Wettrennen um das erstmalige Erreichen des Südpols und um das damit verbundene (nationale) Prestige. Bei seinem Vorstoß zum Südpol leitete Scott eine Fünf-Mann-Gruppe, die den Pol am 18. Januar 1912 erreichte – etwas mehr als einen Monat nach Amundsen. Auf der Rückreise fanden Scott und seine Gefährten den Tod. Der Erfolg Amundsens wurde in der Folge durch dieses Schicksal überschattet. Ein Suchtrupp fand ihre Leichen im November 1912. Den bei ihnen gefundenen Aufzeichnungen, insbesondere dem von Scott geführten Tagebuch, wurde sehr viel Aufmerksamkeit zuteil, da diese Unterlagen ihre Reise und insbesondere die Umstände ihres Scheiterns sehr ausführlich dokumentierten.

Eine Karte des Rossmeers mit den Routen der Terra Nova-Expedition (grün) und jener Amundsens (rot)

## Vorbereitungen

### Hintergrund
Scotts Discovery-Expedition hatte zwar entscheidend zu den wissenschaftlichen Kenntnissen über die Antarktis beigetragen; was die Polarforschung anging, war sie dagegen wesentlich weniger erfolgreich gewesen – sie war nicht weiter nach Süden gelangt als bis auf 82° 17′ S. Scott sah die Expedition als eine Art unvollendete Aufgabe, was sich in seiner Überzeugung reflektierte, der McMurdo-Sund, die ehemalige Basis der Discovery, sei sein persönliches Arbeitsumfeld, in das er und nur er zurückkehren müsse. Scott nahm seine Marinekarriere 1906 zwar wieder auf, hegte aber noch immer den Wunsch, in die Antarktis zurückzukehren – die „Eroberung“ des Pols war hier sein erstes Ziel. Das auslösende Ereignis, das ihn seine Ambitionen in die Tat umsetzten ließ, war Ernest Shackletons Nimrod-Expedition von 1907 bis 1909, die nur knapp vor dem Südpol umkehren musste. Shackleton hatte die Route von Scotts Discovery-Basis über den Beardmore-Gletscher aufs Polarplateau und zum Südpol etabliert und war bei 88° 23′ S umgekehrt, weniger als 180 Kilometer vor dem Ziel. Der Gebrauch von Scotts Station entgegen anders lautenden Versprechungen hatte die Beziehung zwischen beiden getrübt und erhöhte Scotts Entschlossenheit, Shackletons Errungenschaft zu übertreffen.
Als er seine Vorbereitungen traf, hatte Scott keinen Grund zur Annahme, seine Polarreise würde zu einem Wettrennen ausarten. Eine gleichzeitige australische Antarktisexpedition unter Douglas Mawson würde in einem anderen Gebiet arbeiten, und Roald Amundsen, ein potenzieller Rivale, hatte Pläne für eine Arktisexpedition bekanntgegeben.

#### Frühere Expeditionen mit Einfluss auf die Terra-Nova-Expedition

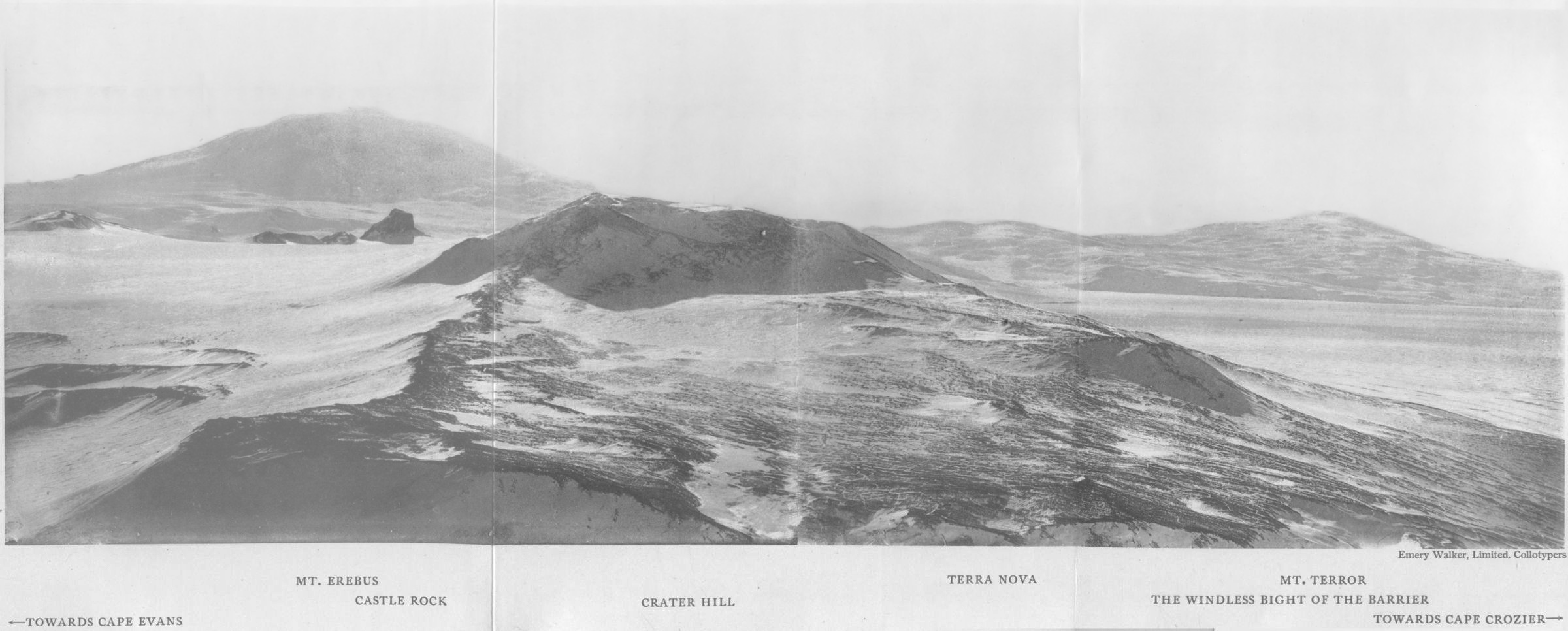
Panorama des McMurdo-Sunds mit dem Mount Erebus

Die Terra-Nova-Expedition war nur eine von zahlreichen Unternehmungen im Rossmeergebiet zwischen 1840 und 1910. Diese Expeditionen strebten eine Mischung aus Entdeckungsfahrten und wissenschaftlichen und kommerziellen Aktivitäten an. Der Südliche Ozean rund um die Antarktis wurde im späten 19. Jahrhundert dank des Walfangs zu einem Gebiet von wachsender kommerzieller Bedeutung. Privatpersonen und Regierungen finanzierten Expeditionen mit der Absicht, Basen in der Antarktis einzurichten. Man wollte die Wal- und Robbenpopulationen ausbeuten und das Potenzial an Bodenschätzen untersuchen. Mit der Jahrhundertwende begann sich die öffentliche Aufmerksamkeit auf den Südpol zu fokussieren. Fridtjof Nansens fehlgeschlagener Versuch von 1895 zur Erreichung des Nordpols und Robert Edwin Pearys anscheinend erfolgreicher Versuch 1909 (heute umstritten) ließen den Südpol als „letzte geografische Herausforderung“ übrig. Das Rossmeer, der südlichste Punkt der Antarktis, wo man mit einem Schiff anlanden kann, war der Idealort für die Lancierung eines dahingehenden Versuches.
Trotz der bestehenden Tradition, dass Staaten nur die Gebiete erforschten, die sie entdeckt hatten, hatten sowohl Norwegen als auch Großbritannien eine Forschungsvorgeschichte im Rossmeer. Aufgeführt sind frühere Expeditionen sowie die Expeditionen im Wettlauf um den Südpol.
- 1839–1843: James Clark Ross (Vereinigtes Königreich). Forschungsexpedition der britischen Marine. Schiffe: Erebus und Terror. Die Expedition wurde als Antwort auf die französischen Aktivitäten im Westen unter Jules Dumont d’Urville unternommen. Ross reiste in die südöstlich von Neuseeland gelegene Region und entdeckte das Rossmeer, das Ross-Schelfeis und die Ross-Insel.
- 1893–1895: Henryk Bull (Norwegen/Australien). Norwegisch finanzierte Walfangexpedition. Schiff: Antarctic. Landung am Kap Adare.
- 1898–1900: Carsten Egeberg Borchgrevink (Norwegen). Britisch finanzierte Southern-Cross-Expedition. Schiff: SS Southern Cross. Landung bei Kap Adare und Überwinterung.
- 1901–1904: Robert Falcon Scott (Vereinigtes Königreich). Britisch finanzierte wissenschaftliche Expedition. Schiff: Discovery. Landung und Überwinterung auf der Hut-Point-Halbinsel, Ross-Insel.
- 1907–1909: Ernest Shackleton (Vereinigtes Königreich). Britisch finanzierte wissenschaftliche Expedition. Schiff: Nimrod. Landung und Überwinterung am Kap Royds, Ross-Insel. Erreichen des Magnetischen Südpols (72° 15′ S, 155° 16′ O); Erstbesteigung des Mount Erebus; Größte, bis dahin erreichte Annäherung an einen der beiden Erdpole (88° 23′ S, 162° 0′ O).
- 1910–1912: Roald Amundsen (Norwegen). Schiff: Fram. Landung und Überwinterung in der Bucht der Wale, Ross-Schelfeis. Erreichen des Südpols.
- 1910–1913: Robert Falcon Scott (Vereinigtes Königreich). Britisch finanzierte wissenschaftliche Expedition. Schiff: Terra Nova. Landung und Überwinterung am Kap Evans, Ross-Insel. Erreichen des Südpols.

### Mitglieder der Expedition

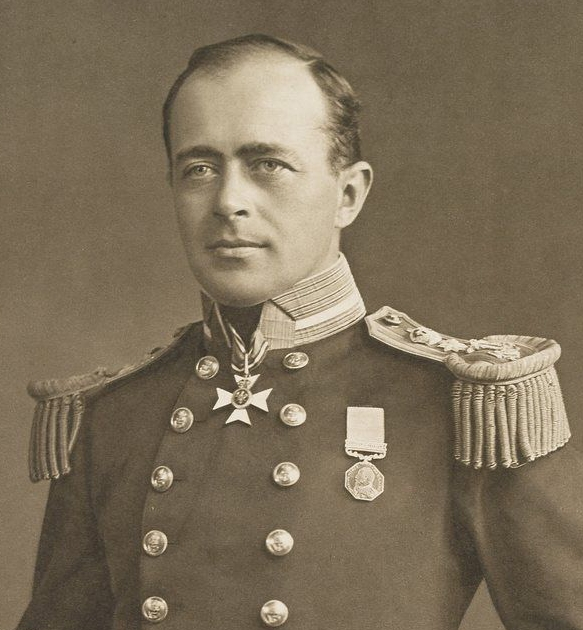
Der Leiter der Expedition, Robert Falcon Scott

Von den 65 Männern, welche die einzelnen Gruppen und die Mannschaft des Schiffs stellten und die aus 8000 Bewerbern ausgewählt wurden, waren sechs Veteranen der Discovery-Expedition, fünf waren mit Shackleton auf der Nimrod gewesen. Leutnant Edward „Teddy“ Evans war während der Operation zur Evakuierung der Discovery Navigationsoffizier der Morning gewesen und wurde zu Scotts Stellvertreter ernannt. Seine Pläne zur Organisation einer eigenen Expedition hatte er aufgegeben und die finanzielle Rückendeckung an die Terra-Nova-Expedition abgetreten.
Die Expedition war zwar privat organisiert, erhielt allerdings Unterstützung durch die britische Regierung. Die Admiralität versorgte Scott mit Offizieren und Seeleuten. Unter dem angeworbenen Marinepersonal waren neben Scott selbst und Teddy Evans Leutnant Harry Pennell, der nach der Landung der Küstengruppen das Kommando über das Schiff übernehmen sollte, und zwei Schiffsärzte im Rang von Leutnants, George Murray Levick und Edward Atkinson. Durch die Umstände übernahm Atkinson im Jahr 1912 zeitweilig während einer schwierigen Periode das Kommando über die Küstengruppe. Der ehemalige Royal-Navy-Offizier Victor Campbell war eines der wenigen Mannschaftsmitglieder, die Ski fahren konnten, und sollte die Nordgruppe leiten. Zu Scotts Zufriedenheit sorgte die Admiralität dafür, dass sein seemännischer Unterbau praktisch völlig aus der Navy kam, darunter auch die Antarktisveteranen Edgar Evans, Tom Crean und William Lashly.
Es wurden auch zwei nicht aus der Royal Navy stammende Offiziere angeheuert: Henry Robertson Bowers, bekannt als „Birdie“, ein Leutnant der Royal Indian Marines, und Lawrence „Titus“ Oates, ein Heereshauptmann von den Royal Iniskilling Dragoons. Oates, selbst wohlhabend, unterstützte die Expedition zusätzlich mit 1000 Britischen Pfund.

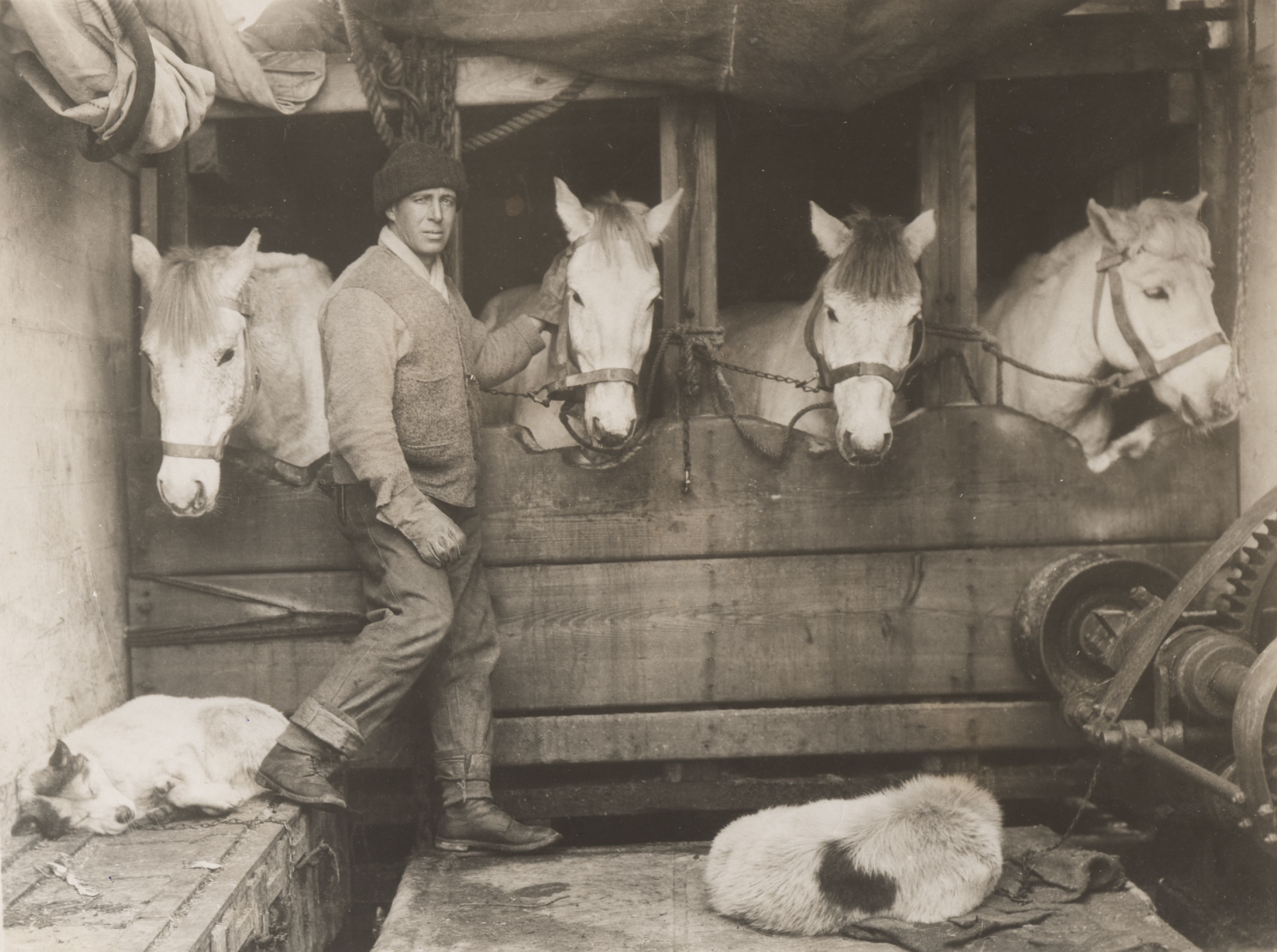
Oates und seine Pferde

Dem Rat Fridtjof Nansens folgend warb Scott einen jungen norwegischen Skiexperten an, Tryggve Gran. Im Zuge seiner geplanten gemischten Transportstrategie ernannte er Cecil Meares zum Verantwortlichen für die Hundeteams und rekrutierte Shackletons früheren Motorenspezialisten, Bernard Day, der die Motorschlitten in Gang halten sollte. Oates sollte sich um die Pferde kümmern, obwohl Scott unerklärlicherweise Meares (der nichts von Pferden verstand) beauftragte, diese zu kaufen, was unglückliche Auswirkungen auf ihre Qualität hatte.
Um sein wissenschaftliches Programm durchzuführen, wählte Scott erfahrenere Mitarbeiter als die, die auf der Discovery gedient hatten. Der Chefwissenschaftler und Zoologe war Edward Adrian Wilson, der Scott unter den Männern am nächsten stand und der sich auf der Discovery-Expedition nicht nur als Wissenschaftler, sondern auch als glänzender Illustrator und kühner Polarforscher erwiesen hatte. Sein wissenschaftlicher Stab schloss einige Forscher ein, die später große Karrieren durchliefen: George Clarke Simpson, der Meteorologe, Charles Wright, der kanadische Physiker, und die Geologen Frank Debenham und Raymond Priestley. T. Griffith Taylor, der Chef der Geologen, und der Biologe Edward Nelson komplettierten neben dem überraschend angeheuerten Assistenzzoologen Apsley Cherry-Garrard das Team. Cherry-Garrard hatte keine wissenschaftliche Erfahrung, doch er war ein Schützling Wilsons. Er steuerte wie Oates 1000 Pfund zur Finanzierung der Expedition bei. Cherry-Garrard erwies sich nicht nur als ausdauernd, sondern auch als sorgsamer Chronist. Herbert Ponting, der Fotograf, hinterließ lebendige visuelle Aufzeichnungen.

### Finanzierung

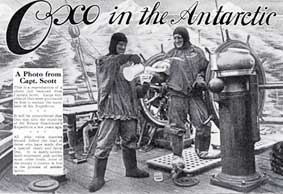
Kommerzielle Unterstützung für die Expedition

Im Gegensatz zur Discovery-Expedition, die von der Royal Society und der Royal Geographical Society bezahlt worden war, wurde die Terra-Nova-Expedition als Privatunternehmen finanziert. Die Hälfte der geschätzten Gesamtkosten von 40.000 Britischen Pfund wurde von der Regierung aufgebracht, der Rest durch Spenden aus der Öffentlichkeit und Kredite. Auch waren viele Firmen bereit, kostenlos Vorräte und Ausrüstungsgegenstände zur Verfügung zu stellen. Die Aufgabe der Geldbeschaffung wurde hauptsächlich von Scott bewältigt und kostete ihn einen wesentlichen Anteil seiner Zeit und Energie, auch da sie nach der Abreise der Terra Nova aus Großbritannien auch in Südafrika, Australien und Neuseeland noch weitergeführt wurde.
Der bei weitem größte Kostenpunkt waren die Anschaffung der Terra Nova für 12.500 Britische Pfund sowie deren Überholung. Die Terra Nova hatte zuvor bereits im Zuge der zweiten Operation zum Entsatz der Discovery antarktische Gewässer befahren. Scott wollte sie als Marineschiff unter dem White Ensign segeln lassen; um dies zu sichern, trat er der Royal Yacht Squadron bei. So konnte er auf der Expedition die Disziplin der Marine ausnutzen, außerdem unterlag die Terra Nova als registrierte Yacht der Royal Yacht Squadron nicht mehr den Regulationen des Board of Trade, die sie sonst möglicherweise als hochseeuntauglich eingestuft hätten.

### Genereller Plan für die Expedition
Die Expedition sollte während dreier antarktischer Saisons ablaufen, der Plan sah aus wie folgt:
1. Saison, 1910/11
Eine Küstenstation wird auf der Ross-Insel als Expeditionsbasis und als Laboratorium eingerichtet. Forschung und wissenschaftliche Arbeit beginnen: Landgruppen erforschen die Edward-VII-Halbinsel und/oder Viktorialand, während eine Geologengruppe in den westlichen Bergen arbeitet. Der Großteil der Männer an Land arbeitet gleichzeitig an der Depotanlage auf dem Ross-Schelfeis, um die Südpolarreise in der nächsten Saison vorzubereiten.
2. Saison, 1911/12
Die Südpolarreise ist die zentrale Aktivität der zweiten Saison. Die Fahrt folgt Shackletons Route von 1908 über das Schelfeis, den Beardmore-Gletscher hinauf, dann über das Polarplateau und zum Pol selbst. Wissenschaftliche und geologische Arbeit werden fortgesetzt, in der Basis und auf der Reise.
3. Saison, 1912/13
In einer optionalen dritten Saison wird die wissenschaftliche Arbeit beendet. Falls die erste Südpolarreise fehlschlagen sollte, könnte ein weiterer Versuch gemacht werden.
Die Terra Nova sollte nicht in der Antarktis überwintern. Nach dem Abladen von Männern, Gütern und Ausrüstung und dem Transport der Forschungsgruppen zu ihren Einsatzgebieten sollte sie nach Neuseeland zurückkehren. Im Januar/Februar 1912 sollte sie dann mit frischen Männern und Vorräten zurückkehren, bevor sie im Januar 1913 die Expedition wieder nach Hause bringen sollte.
Zur Umsetzung dieses Plans setzte Scott auf eine aus mehreren Fortbewegungsmitteln bestehende Transportstrategie. Fridtjof Nansen hatte ihm Schlittenhunde empfohlen. Ponys waren von Shackleton auf der Nimrod-Expedition (1907–1909) erstmals in der Antarktis erfolgreich eingesetzt worden, wohingegen das von Shackleton gleichfalls verwendete Auto fehlschlug. Scott nahm daher Hunde und Ponys mit auf die Reise. Als technische Neuerung sollten erstmals Kettenfahrzeuge („Motors“) zum Ziehen der Schlitten in der Antarktis eingesetzt werden. Scott plante, den Großteil des Proviants und Brennstoffs mit Hilfe der Ponys, Hunde und Motoren über das Schelfeis bis zum Fuße des Beardmore-Gletschers zu transportieren, dann auf dem Gletscher und nachfolgend auf dem Plateau leichte Transportschlitten von den Männern per Ski und bei Rückenwind mit Segel ziehen zu lassen. In der Praxis waren die Motoren nur kurz von Nutzen, da sie bereits nach 50 Meilen (knapp 100 km) auf dem Schelfeis ausfielen; mehrere Ponys starben durch kalbendes Schelfeis, und ihre Leistung wurde durch Probleme mit ihren Schneeschuhen, durch ihr Alter und ihre schlechte Kondition beeinträchtigt, denn Meares, der den Auftrag erhalten hatte, die Ponys von sibirischen Händlern zu kaufen, verstand wenig von Pferden. Die Hunde hingegen übertrafen Scotts Erwartungen, waren aber nicht zahlreich genug, um die ausgefallene Leistung der verunglückten Ponys und Motoren zu ersetzen.

## Reisen derTerra Novaim Zuge der Expedition

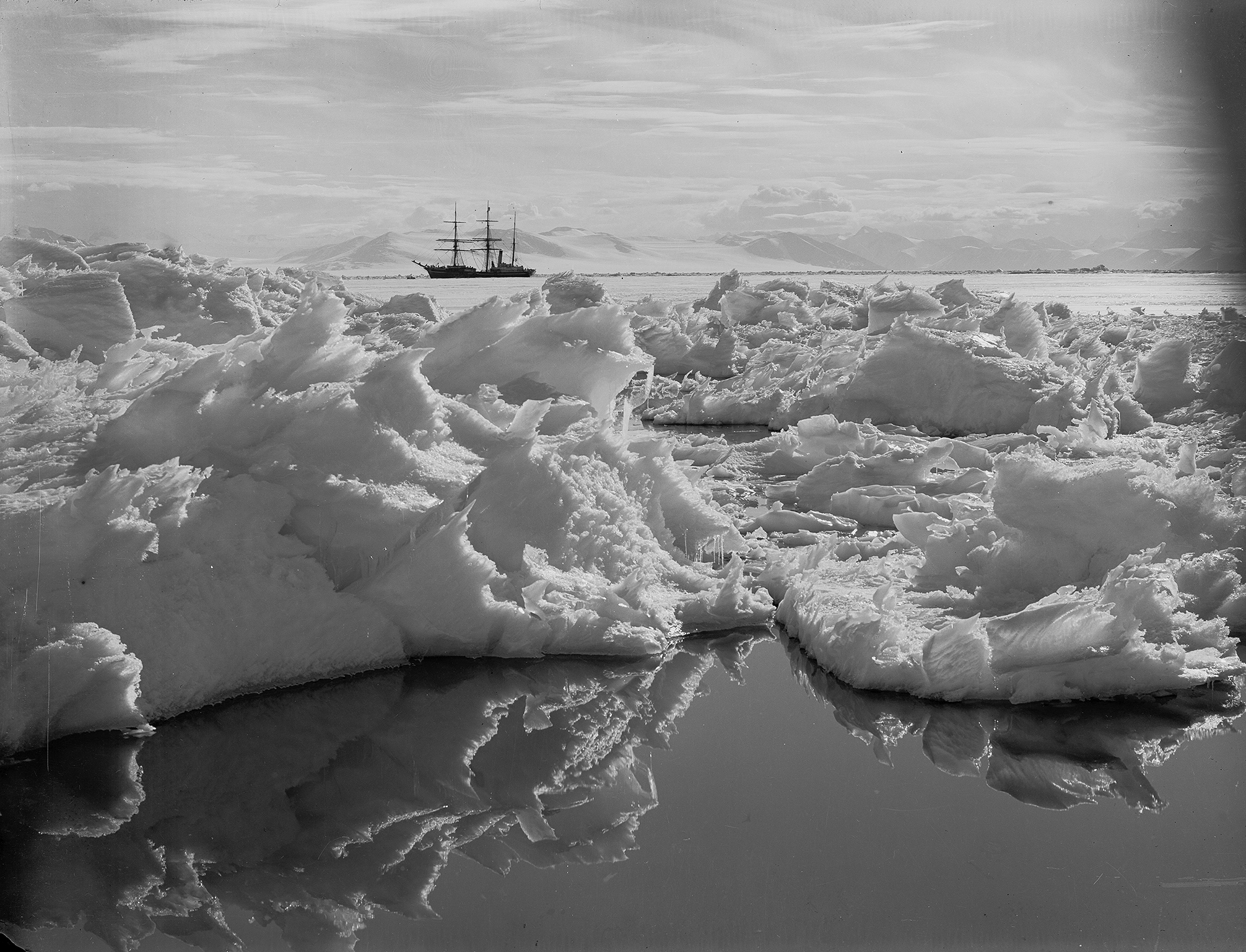
Terra Nova (1911)

- 1. Juni 1910: Abfahrt von den West India Docks, London
- 15. Juni 1910: Abfahrt von Cardiff, Wales
- 23. Juni 1910: Ankunft in Funchal, Madeira
- 26. Juni 1910: Abfahrt von Funchal, Madeira
- 26. Juli 1910: Ankunft in Trinidade für die Aufnahme von Spezimen
- 27. Juli 1910: Abfahrt von Trinidade
- 15. August 1910: Ankunft in der Simons Bay, Südafrika
- 2. September 1910: Abfahrt von der Simons Bay
- 28. Oktober 1910: Ankunft in Lyttelton, Neuseeland. Aufnahme von 34 Hunden und 19 Ponys
- 26. November 1910: Abfahrt von Lyttelton
- 4. Januar 1911: Ankunft am Kap Evans, Ross Island, Antarktis. Entladung der Expeditionsmitglieder und Vorräte
- 28. Januar 1911: Abfahrt mit der Ostgruppe zur Edward-VII-Halbinsel (über Butter Point, um die geologische Westgruppe aussteigen zu lassen)
- 1. Februar 1911: Rückkehr nach Westen nach der gescheiterten Absetzung der Ostgruppe, Treffen mit der Fram in der Bucht der Wale
- 8. Februar 1911: Ankunft an der Hut-Point-Halbinsel, Ross Island, Aufnahme von zwei Ponys und Bericht der Neuigkeiten über Amundsen
- 9. Februar 1911: Abfahrt mit der umbenannten Nordgruppe nach Kap Adare
- 18. Februar 1911: Ankunft beim Kap Adare. Entladung der Nordgruppe
- 1. April 1911: Ankunft in Lyttelton, Neuseeland. Forschung auf neuseeländischem Territorium
- 15. Dezember 1911: Abfahrt von Lyttelton nach Kap Evans über Kap Adare
- 4. Januar 1912: Ankunft am Kap Adare, Aufnahme der Nordgruppe
- 8. Januar 1912: Ankunft in der Evans-Bucht, 400 Kilometer südlich von Kap Adare, Entladen der Nordgruppe
- 6. Februar 1912: Ankunft am Kap Evans. Entladung von sieben Maultieren und 14 Schlittenhunden
- 19. Februar 1912: Abfahrt, um die Nordgruppe bei der Evans-Bucht aufzunehmen. Erfolglose Weiterfahrt zum McMurdo-Sund
- 28. Februar 1912: Ankunft an der Hut-Point-Halbinsel. Aufnahme von neun zurückkehrenden Männern und Zurücklassen von zwei Ersatzmännern. Abfahrt zum zweiten Versuch, die Nordgruppe aufzunehmen, erfolglose Rückkehr zu Kap Evans
- 4. März 1912: Abfahrt von Kap Evans nach Neuseeland nach dem dritten fehlgeschlagenen Versuch, die Nordgruppe zu bergen.
- 3. April 1912: Ankunft in Lyttelton, Neuseeland
- 14. Dezember 1912: Abfahrt von Lyttelton nach Kap Evans
- 18. Januar 1913: Ankunft am Kap Evans, man erfährt vom Verlust Scotts und seiner Männer
- 22. Januar 1913: Abfahrt von Kap Evans
- 23. Januar 1913: Ankunft im Granit-Hafen; geologische und Meeresspezimensammlung
- 26. Januar 1913: Ankunft in der Evans-Bucht
- 29. Januar 1913: Ankunft in Kap Adare. Bergung der Spezimen
- 10. Februar 1913: Ankunft in Oamaru, Neuseeland. Telegramm mit Neuigkeiten nach England
- 14. Juni 1913: Ankunft in Cardiff, Wales. Mannschaft abgeheuert.

## Die Expedition

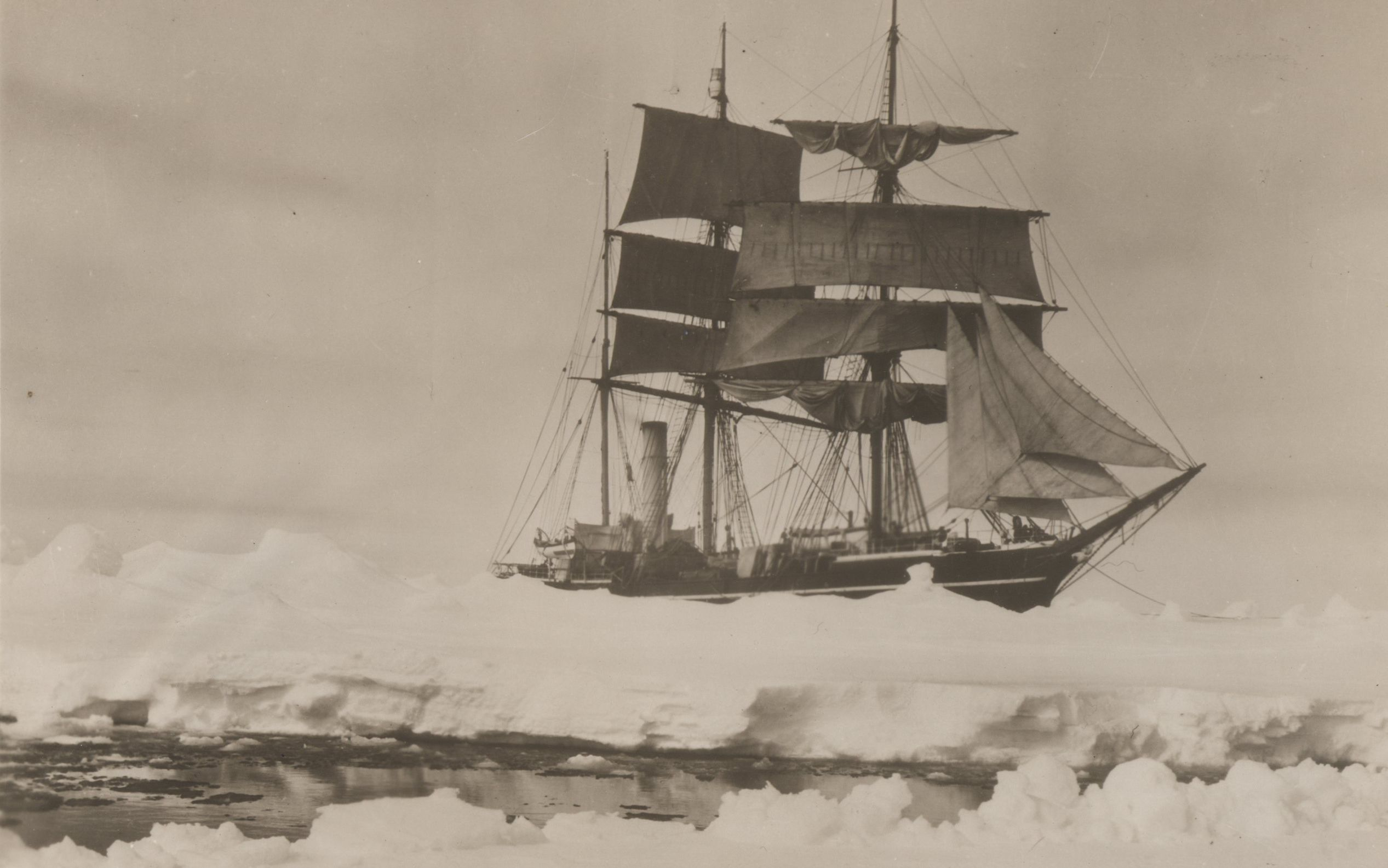
Die Terra Nova im Dezember 1910, aufgenommen von Herbert Ponting

### Anreise
Die Terra Nova verließ den Hafen von Cardiff (Wales) am 15. Juni 1910. Scott traf in Südafrika mit dem Schiff zusammen und fuhr bis Melbourne mit, wo er es verließ, um weitere Gelder zu organisieren. Die Terra Nova fuhr weiter nach Neuseeland, wo sie am 28. Oktober ankam. In Melbourne erhielt Scott ein Telegramm von Roald Amundsen, in dem dieser ihn informierte, er sei „proceeding south“ (nach Süden vorrückend). Man hatte angenommen, Amundsen plane eine Arktisexpedition – das Telegramm war das erste Indiz dafür, dass es ein Rennen geben würde. Scotts äußerliche Reaktion war stoisch, und er setzte seine Arbeit in Australien fort. In Neuseeland traf er wieder mit dem Schiff zusammen, und es wurden zusätzliche Vorräte und Ausrüstungsgegenstände an Bord genommen, darunter 34 Hunde, 19 sibirische Ponys und 3 Motorschlitten. Die überladene Terra Nova verließ Lyttelton schließlich am 26. November 1910.
Während der ersten Dezembertage hätte ein schwerer Sturm die Terra Nova beinahe versenkt; es kam so weit, dass die Crew das Schiff während schweren Seegangs mit Eimern ausschöpfen musste, da die Pumpen ausgefallen waren. Die Terra Nova überstand den Sturm, verlor aber zwei Ponys, einen Hund, zehn Tonnen Kohle und 295,5 Liter Petroleum. Am 10. Dezember erreichte man das südliche Packeis und wurde eingeschlossen – es dauerte 20 Tage, bis man wieder freikam und weiter in Richtung Süden fuhr. Die unvorhergesehene Verzögerung bedeutete eine späte Ankunft auf der Ross-Insel, was für die Expedition eine Art Dominoeffekt in Bewegung setzte.

### Kap Evans: Operationsbasis

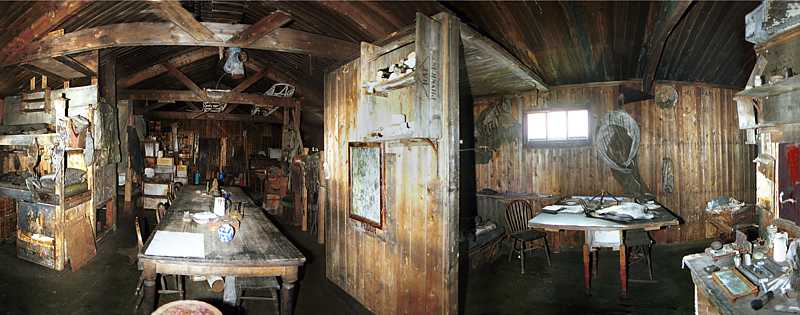
Innenraum der Terra-Nova-Hütte am Kap Evans

Nach der Ankunft vor der Ross-Insel am 4. Januar 1911 und der Suche nach einem passenden Landungsort rund um Kap Crozier an der Ostseite von Ross Island fuhr die Terra Nova zum McMurdo-Sund an der Inselwestküste, wo früher bereits drei Expeditionen gelandet waren und überwintert hatten. Bei Kap Evans landete man schließlich an, etwa 20 Kilometer nördlich von Scotts Basis von 1902 an der Hut-Point-Halbinsel. Scott hoffte, dass Kap Evans länger vom Meer aus zugänglich wäre als sein ehemaliges Lager, das im Winter 1902 vollkommen vom sogar Schiffe festsetzenden Packeis eingeschlossen war. Außer den Mitgliedern der Expedition wurden 17 Ponys, 32 Hunde, 3 Motorschlitten (von denen einer beim Entladen verloren ging), etwa 30 Tonnen Vorräte und eine komplette, vorgefertigte Hütte mit den Maßen 15 × 7,7 Meter abgeladen. Die Hütte, bekannt als Scotts Hütte, wurde bis zum 17. Januar aufgebaut, bewohnbar gemacht und ist bis heute erhalten geblieben.(77,636 S; 166,417 O)

### Depotanlage (1911)

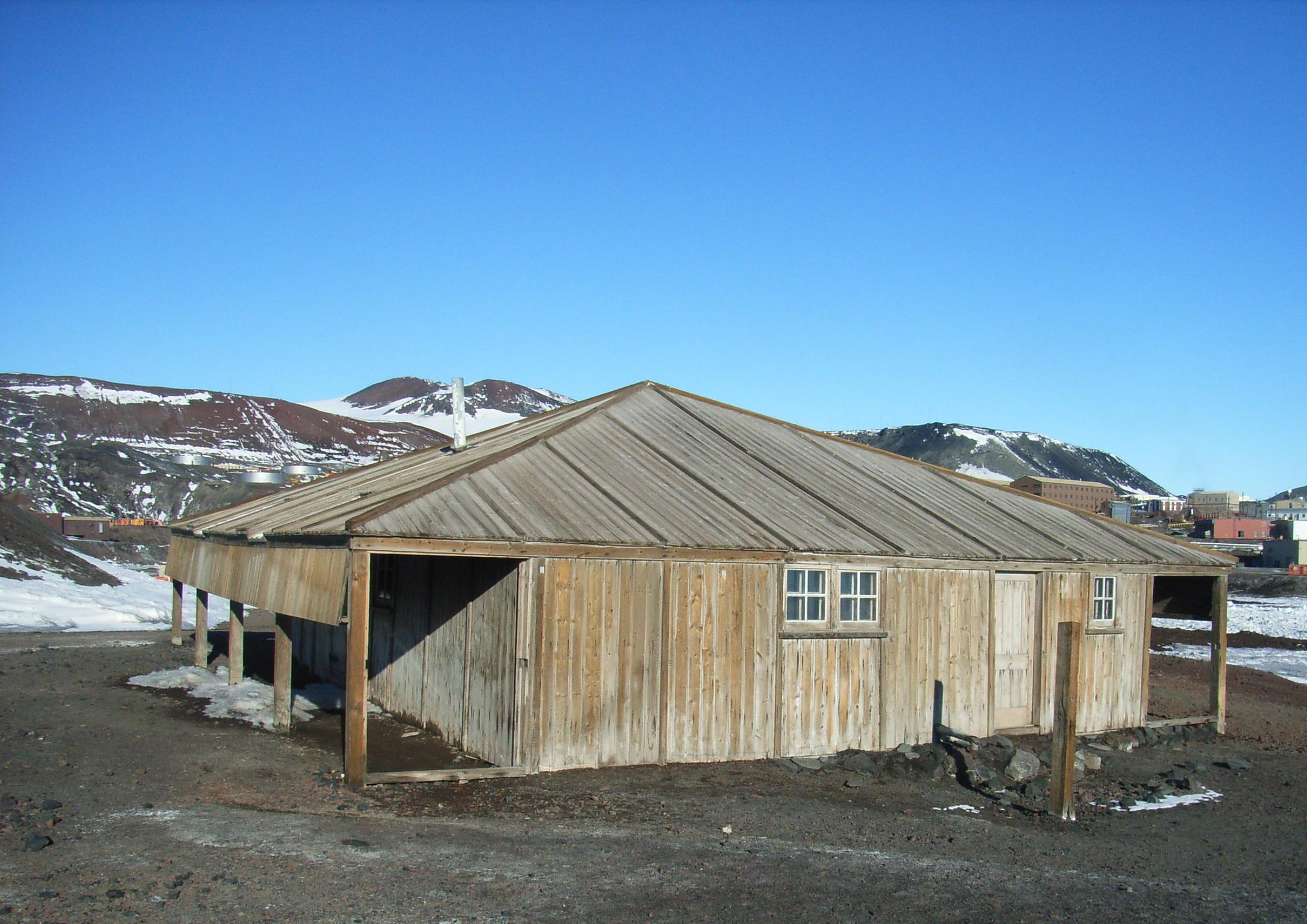
Scotts Hütte von der Discovery-Expedition am Hut Point, während der Terra-Nova-Expedition als Schutz und als Lagerplatz genutzt

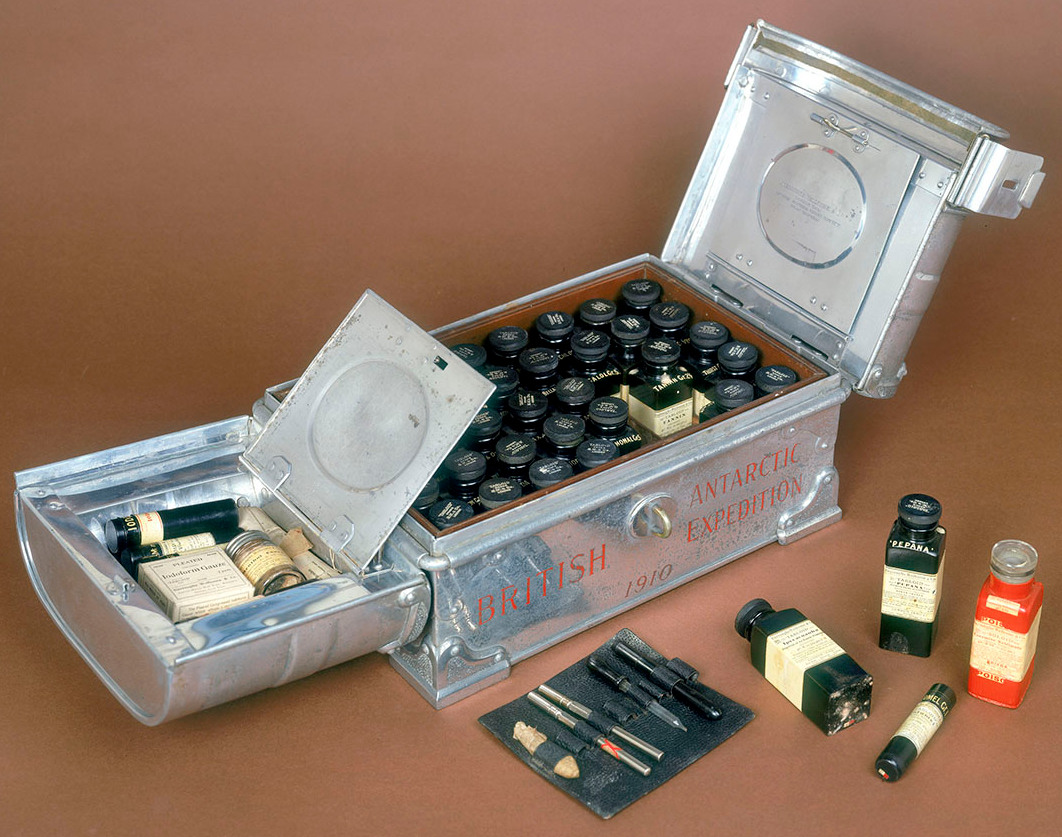
Medizinkiste, die Scott auf seiner Reise mit sich führte

Das Ziel der Depotanlage der ersten Saison war die Platzierung einer etwa 210 Kilometer langen Reihe von Depots auf dem Schelfeis, von seinem Rand aus bis auf 80° S, damit diese auf der Südpolarreise genutzt werden konnten, deren Beginn für das folgende Frühjahr geplant war. Das letzte Depot sollte das größte sein und den Namen One Ton Depot tragen. Die Arbeit war für zwölf Mann geplant, die acht Ponys im besten Zustand und zwei Hundeteams sollten sie unterstützen; der Zustand des Eises verhinderte den Gebrauch der Motorschlitten.
Infolge der späten Anreise war die Saison bereits recht weit fortgeschritten, deshalb mussten die Vorbereitungen eilig getroffen werden – der Aufbruch des Eises stand bevor, das den Männern eine direkte Route zur Hut-Point-Halbinsel an der Südwestecke der Ross-Insel bot. Die Abfahrt fand übereilt statt; man hatte keine Zeit für ein sorgfältiges Training oder eine Anpassung der Tiere gehabt, die auf der Seereise schwer gelitten hatten. Man kam langsamer voran als geplant, und die Leistung der Ponys wurde durch die Tatsache negativ beeinflusst, dass die norwegischen Schneeschuhe, die für die Überquerung des Schelfeises nötig gewesen wären, wegen der unzureichenden Angewöhnungszeit am Kap Evans zurückgelassen worden waren. Als man merkte, dass sie dennoch nötig gewesen wären, war es zu spät, um umzukehren. Ein Schneesturm hielt die Gruppe auf, nachdem sie Corner Camp, 64 Kilometer von Hut Point, eingerichtet hatte. Scott schickte die drei schwächsten Ponys von dort aus zurück (zwei starben auf dem Weg) und machte mit den übrigen fünf Ponys und den Hunden weiter. Als sie sich ihrer angestrebten Breite näherten, geriet Scott in Sorge, die übrigen Ponys könnten den Rückweg nicht schaffen, wenn die Gruppe nicht sofort umkehrte. Gegen den Rat von Oates, der weitermachen und die Ponys nach ihrem Zusammenbruch schlachten wollte, beschloss Scott, das One Ton Depot am 13. Februar bei 79° 29′ S anzulegen, über 56 Kilometer nördlich von der geplanten Lage. Diese Diskrepanz hatte auf der Rückreise der Südpolargruppe zwölf Monate später entscheidende Bedeutung.
Scott kehrte mit den Hundeteams zum ersten Depot am Rande des Schelfeises zurück und wartete dort auf die langsameren Ponys. Als sie ankamen, befand sich eines in einer äußerst schlechten Verfassung und starb kurz darauf. Als die überlebenden Ponys das Packeis bei Hut Point überquerten, brach dieses auf. Trotz eines entschlossenen Rettungsversuches kamen drei weitere Ponys um. Von den acht Ponys, die auf die Reise zur Depotanlage mitgenommen worden waren, kehrten lediglich zwei zurück.
Bis Mitte April waren die Depots angelegt, die erste geologische Expedition zu den westlichen Bergen hatte stattgefunden und Campbells Gruppe war in Richtung Viktorialand aufgebrochen (siehe unten). 27 Mann machten sich am Kap Evans für den langen Polarwinter bereit. Die Hauptaktivitäten waren die Fortsetzung der wissenschaftlichen Arbeit, die Planung der kommenden Polarreise, die Instandhaltung der Ausrüstung, die Vorbereitung der Rationen, Lesungen über verschiedene Themen, die Produktion der South Polar Times und die Winterreise zum Kap Crozier (siehe unten).

### Nordgruppe (1911–1912)
Scotts Absicht war, dass eine zweite Gruppe („Ostgruppe“) unter Victor Campbell mit der Terra Nova zur Edward-VII-Halbinsel oder alternativ nach Viktorialand reisen und dort zu überwintern und später wissenschaftliche Arbeiten und Erkundungen vornehmen sollte. Mitglieder der Gruppe waren neben Campbell Priestley, Levick, Abbot, Dickason und Browning. Nachdem kein passender Landungsort gefunden worden war, trafen die Männer auf dem Weg nach Viktorialand in der Bucht der Wale auf Amundsens Südpolarexpedition. Amundsen erwies sich als guter Gastgeber, bot den Männern sogar an, ihnen mit den Hunden zu helfen, was Campbell aber ablehnte. Die Terra Nova fuhr zurück nach Kap Evans, um die Neuigkeiten über Amundsens Männer zu berichten. Campbells Gruppe wurde dann in Nordgruppe umbenannt und segelte gen Norden, um bei Kap Adare an Land zu gehen. Dort baute man eine Hütte nahe den früheren Quartieren des norwegischen Forschers Carsten Egeberg Borchgrevink.

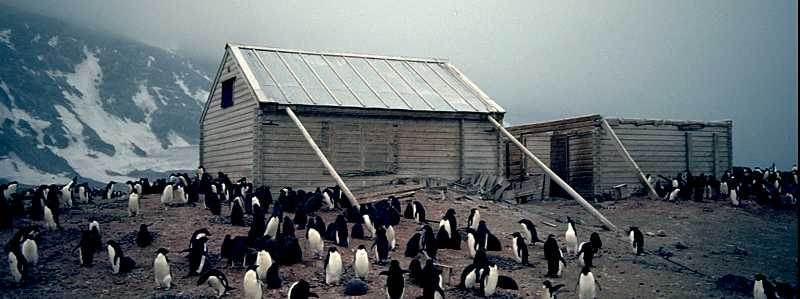
Borchgrevinks Hütte am Kap Adare (1992)

Die Nordgruppe verbrachte den Winter 1911 in dieser Hütte, doch im Sommer 1911/12 konnten nicht so viele Schlittenexkursionen unternommen werden wie geplant, da das Meereseis früh geschmolzen war und man keine Route durch die Berge zum Plateau finden konnte. Die Terra Nova kehrte am 4. Januar 1912 aus Neuseeland zurück, wo sie weitere Ausrüstung aufgenommen hatte, und man beschloss, Campbells Männer in die etwa 400 Kilometer von Kap Adare und 650 Kilometer von Kap Evans entfernte Evans-Bucht zu verlegen. Sie verließen am 8. Januar das Schiff, um am 18. Februar wieder aufgenommen zu werden. Nachdem ihre Arbeit vollendet war, waren Rationen für vier Wochen übrig. Niemand erwartete, dass die Terra Nova Schwierigkeiten haben würde, die Männer aufzunehmen, doch das Schiff konnte sie wegen schweren Packeises nicht erreichen. So war die Gruppe gezwungen, in einer Schneehöhle auf der später Inexpressible Island genannten Insel zu überwintern.
Im März 1912 waren Scott und die Südpolargruppe vermisst und wahrscheinlich tot, so dass Edward Atkinson das Kommando übernommen hatte. Man hatte nur begrenzt Ressourcen, Männer und Hunde für die Rettung der Nordgruppe und die Suche nach den Körpern und Tagebüchern der Forscher zur Verfügung. So entschied man, vier Männer die Küste entlang zu senden, um Campbell zu treffen, falls er versuchte, zur Hut-Point-Halbinsel zu fahren. Die Gruppe verließ Hut Point am 17. April, doch der Versuch schlug fehl und die Rettungskräfte drehten um und kehrten am 1. Mai zurück nach Kap Evans.
Die Nordgruppe überstand den Winter 1912 nicht ohne Probleme: Die Männer litten an Erfrierungen, Hunger, Diarrhö und den heftigen Winden auf der Insel. Man kochte den Winter über mit einem Blubberofen in der Höhle, was weitere Unannehmlichkeiten mit sich brachte, da Kleider, Haut und Gerät durch Ruß geschwärzt wurden, der auch die Kehlen der Männer verstopfte und ihre Augen entzündete.
Am 30. September 1912, zu Beginn des südlichen Sommers, machten sich die Männer auf den Heimweg in Richtung Hut-Point-Halbinsel, der sie etwa 320 Kilometer die Küste entlangführte, wobei man auch den Drygalski-Gletscher überqueren musste. Browning war krank und Dickason wäre beinahe an Diarrhö gestorben. Sie erreichten Hut Point am 5. November. Geologische und andere Proben wurden im Januar 1913 von der Terra Nova abgeholt.

### Geologische Westgruppe

#### Erste geologische Expedition, Januar–März 1911
Das Ziel dieser Reise war die geologische Erforschung des Küstengebietes westlich des McMurdo-Sunds in einer Region zwischen den McMurdo-Trockentälern und dem Koettlitz-Gletscher. Die Arbeit wurde von einer Gruppe unternommen, die aus Griffith Taylor, Debenham, Wright und Bootsmann Evans bestand. Sie landeten am 26. Januar von der Terra Nova bei Butter Point gegenüber von Kap Evans an der Küste von Viktorialand. Am 30. Januar richtete die Gruppe ihr Hauptquartier in der Nähe des Ferrar-Gletschers ein und führte dann Forschungsarbeit im Gebiet der Trockentäler und des Taylor-Gletschers durch, bevor sie sich mehr südlich Richtung Koettlitz-Gletscher orientierte. Nach weiterer Arbeit dort brach sie am 2. März heimwärts auf, man nahm eine südliche Route nach Hut Point, wo man am 14. März ankam.

#### Zweite geologische Expedition, November 1911 bis Februar 1912
Diese Expedition war eine Fortsetzung der in der ersteren durchgeführten Arbeit; dieses Mal konzentrierte sie sich auf das Gebiet um den Granite Harbour etwa 80 Kilometer nördlich von Butter Point. Taylors Kameraden waren diesmal Debenham, Gran und Forde. Die Hauptfahrt begann am 14. November und beinhaltete schwierige Reisen über das Eis nach Granite Harbour, der am 26. November erreicht wurde. An einem Ort namens Geology Point wurde das Hauptquartier aufgeschlagen und eine Steinhütte gebaut. In den folgenden Wochen fand Forschungsarbeit am Mackay-Gletscher statt, und es wurde eine Anzahl von geografischen Objekten nördlich des Gletschers identifiziert und benannt. Die Gruppe sollte am 15. Januar 1912 von der Terra Nova aufgenommen werden, doch das Schiff konnte sie nicht erreichen. Sie warteten bis zum 5. Februar, bevor sie sich auf die Reise nach Süden machten, und wurden vom Eis gerettet, als sie am 18. Februar schließlich vom Schiff ausfindig gemacht wurden. Geologische Proben von beiden Expeditionen wurden von der Terra Nova im Januar 1913 abgeholt.

#### Weitere geologische Arbeit
Auch die Nordgruppe, die Südpolargruppe am Beardmore-Gletscher und eine Gruppe, die den Mount Erebus im Dezember 1912 kurz vor Ende der Expedition bestieg, führten geologische Untersuchungen durch.

### Wintermarsch zum Kap Crozier (Juni–August 1911)
Am 22. Juni 1911 brach eine Gruppe von drei Männern – Wilson, Bowers und Cherry-Garrard – von Hut Point aus auf, um am Kap Crozier die Embryologie des Kaiserpinguins zu studieren. Die Exkursion war etwa fünfzehn Monate zuvor von Dr. Wilson vorgeschlagen worden, einem Zoologen. Ein Nebenzweck waren Experimente mit Essensrationen, um besser für die Südpolarreise im Sommer planen zu können. Zu dieser Zeit befand sich die einzige bekannte Brutkolonie des Kaiserpinguins an diesem Kap im äußersten Osten der Ross-Insel. Im September waren dort Küken gefunden worden, und Dr. Wilson schätzte, dass die Eier Anfang Juli, also mitten im antarktischen Winter, gelegt würden. Der Plan der Expedition war, Eier für wissenschaftliche Proben mitzunehmen.
Während vorhergehende Expeditionen durchaus schon in der Antarktis überwintert hatten, hatte sich noch niemand während dieser Zeit der andauernden Dunkelheit und der Stürme mit Temperaturen von bis zu −55 °C an Forschungsarbeit versucht. Die Gruppe hatte schwere Nachteile in Kauf zu nehmen. Cherry-Garrard beschrieb die neunzehn Tage, die man für die Reise nach Kap Crozier benötigte, als „Horror“, in dem Gerät, Kleider und Schlafsäcke durchgehend vereist waren. In der Nacht des 5. Juli sank die Temperatur auf −59 °C, beim Frühstück waren es −55 °C und beim Mittagessen fast −60 °C. Manchmal kam man nicht mehr als eine Meile am Tag voran.
Angekommen am Kap Crozier bauten die Männer eine Schutzhütte aus Schneeblöcken, Steinen und einer als Dach mitgebrachten Zeltplane. Sie erreichten ihr Ziel früh genug, um als erste Menschen Kaiserpinguine mit ihren Gelegen zu beobachten und um zahlreiche Exemplare zu sammeln. Sie starben allerdings beinahe, als ihr Quartier während eines Blizzards mit einer Windstärke von bis zu 11 Beaufort zerstört wurde. Die Männer suchten drei Tage lang Schutz in ihren Schlafsäcken, und als der Sturm vorüber war, entdeckten sie, dass ihr Zelt, das auf der Rückreise lebenswichtig gewesen wäre, weggeweht worden war. Zu ihrem Glück konnten sie es etwa 800 Meter entfernt wiederfinden. Die Gruppe kehrte am 1. August 1911 zum Kap Evans zurück. Wilson hatte sich geweigert, die Eier zurückzulassen, obwohl er einem Erschöpfungstod zeitweise sehr nah gewesen war. Die drei Eier kamen später ins naturhistorische Museum in South Kensington, bevor sie zu Studien an die Universität Edinburgh gingen.
Cherry-Garrard beschrieb die Exkursion später als „schlimmste Reise der Welt“ („The Worst Journey in the World“) und übertrug diesen Namen auch auf sein 1922 geschriebenes Buch über die Expedition. Scott hingegen benannte die Winterreise „eine wundervolle Leistung“, und war hochzufrieden mit den Experimenten mit Rationen und Ausrüstung: „Wir waren so nah an der Perfektion, wie die Erfahrung beurteilen kann.“

### Südpolarreise (Oktober 1911 bis März 1912)
Die Südpolarreise sollte über 2842 Kilometer verlaufen, 144 Tage in Anspruch nehmen und an der Hut-Point-Halbinsel starten. Sie wurde zunächst mit vier Gruppen à vier Mann unternommen. Genutzt wurden Motorschlitten, Ponys und Hunde für die Fahrt über das Schelfeis zum Beardmore-Gletscher, worauf die Hunde zurückkehren und die Ponys geschlachtet werden sollten. Daraufhin sollten drei der Gruppen den Gletscher besteigen, wobei die Männer die Vorräte schleppen würden. Nur die letzte der Gruppen sollte den Pol erreichen; die anderen sollten weitere Depots für die ausgehenden und ankommenden Gruppen anlegen sowie die Polargruppe bis zu einer bestimmten Breite unterstützten. Die Zusammensetzung der Polargruppe bestimmte Scott auf der Reise.
Die motorisierte Gruppe, bestehend aus Day, Lashly, Leutnant Evans und Hooper, startete am 24. Oktober 1911 mit den beiden Motorschlitten. Diese sollten Lasten bis zur Breite von 80° 30′ S schleppen und dort auf die anderen Teams warten. Bis zum 1. November waren beide Motorschlitten jedoch kaputtgegangen; die Männer schleppten noch 336 Kilogramm über die verbleibenden 241 Kilometer und kamen am 15. November an der geplanten Stelle an. Die übrigen Teams, welche die Evans-Bucht am 31. Oktober verließen, erreichten die motorisierte Gruppe am 21. November. Sie waren durch schlechtes Wetter und schlechte Leistungen der Ponys aufgehalten worden.
Am 24. November kehrten Day und Hooper um. Auch die Hunde hätten jetzt umkehren sollen, doch um schneller voranzukommen, nahm Scott sie weiterhin mit. Am 4. Dezember 1911 hatte die Expedition ihr Lager 21 Kilometer vor dem Zugang zum Beardmore-Gletscher aufgeschlagen, der durch eine von Schneewehen gefüllte Lücke zwischen dem Mount Hope und dem Festland gebildet wird. Ein Blizzard zwang die Männer, bis zum 9. Dezember zu warten und Rationen zu konsumieren, die ursprünglich erst auf dem Gletscher gegessen werden sollten. Als der Blizzard vorbei war, wurden die übrigen Ponys erschossen (vier waren zuvor schon getötet worden) und das Fleisch deponiert oder auf die Schlitten gepackt; die Männer teilen sich in drei Viererteams auf.
Die Hundeteams unter Cecil Meares und Dmitri Girew kehrten am 11. Dezember 1911 um und erreichten Hut Point am 4. Januar 1912. Man nahm an, dass die Hundeschlitten den mit Gletscherspalten übersäten Gletscher nicht befahren könnten. Scott wollte, dass die Hundeteams nach ihrer Rückkehr zur Basis mehr Vorräte aufnahmen und weitere Versorgungsdepots für die rückkehrenden Gruppen wie Scotts eigene anlegten. In diesem Sinne vertraute Scott stark auf die Arbeit der Hundeteams.
Die Männer erreichten das obere Ende des Beardmore-Gletschers am 20. Dezember 1911 und legten das Upper Glacier Depot an. Scott traf am 22. Dezember seine erste Entscheidung hinsichtlich der Zusammensetzung der drei Gruppen; er entschied, dass die ersten Rückkehrer der Arzt Atkinson, der Zoologe Cherry-Garrard, der Physiker Wright und Keohane sein sollten. Im Wesentlichen beinhaltete diese Gruppe die wissenschaftliche Belegschaft, die am selben Tag bei 85° 15′ den Rückweg einschlug. Scott gab Atkinson weitere, die Hunde betreffende Order, er bat ihn sicherzugehen, dass das One Ton Depot aufgefüllt wurde, und die Hunde später weiter nach Süden zu bringen, um die Polargruppe nach Hause zu begleiten. Scott fuhr mit den restlichen Männern, die außer Wilson weitgehend aus robusten und abgehärteten Armee- und Marinemännern bestanden, die seit der Discovery-Expedition mit Scott zusammenarbeiteten, weiter gen Süden und machte dank des guten Wetters einiges der verlorenen Zeit wieder wett.
Am 3. Januar 1912 traf Scott bei einer Breite von 87° 32′ S, seine Entscheidung über die Zusammensetzung der Polargruppe – fünf Mann (Scott, Wilson, Oates, Bowers und Edgar Evans) sollten weiterfahren, während Lt. Evans, Lashly und Crean am selben Tag als letzte Unterstützungsgruppe zurückfuhren. In die Entscheidung flossen komplizierte Neuberechnungen von Gewicht und Rationen ein – alles war auf Vier-Mann-Gruppen ausgerichtet gewesen. Während der Rückreise der zweiten Gruppe erkrankte Evans schwer an Skorbut. Ab dem One Ton Depot konnte er nicht mehr gehen und wurde von seinen Kameraden per Schlitten bis zu einem Punkt acht Kilometer südlich von Hut Point gezogen. Von dort aus ging Crean am 18. Februar allein nach Hut Point und traf dort zufällig Atkinson und Girew mit den Hundeteams, die sich auf die Auffüllungsfahrt des One Ton Depot vorbereiteten (siehe unten). Eine Rettungsmannschaft wurde gebildet und Evans wurde am 22. Februar mehr tot als lebendig nach Hut Point gebracht. Lashly und Crean wurden später für ihre lebensrettenden Anstrengungen ausgezeichnet.

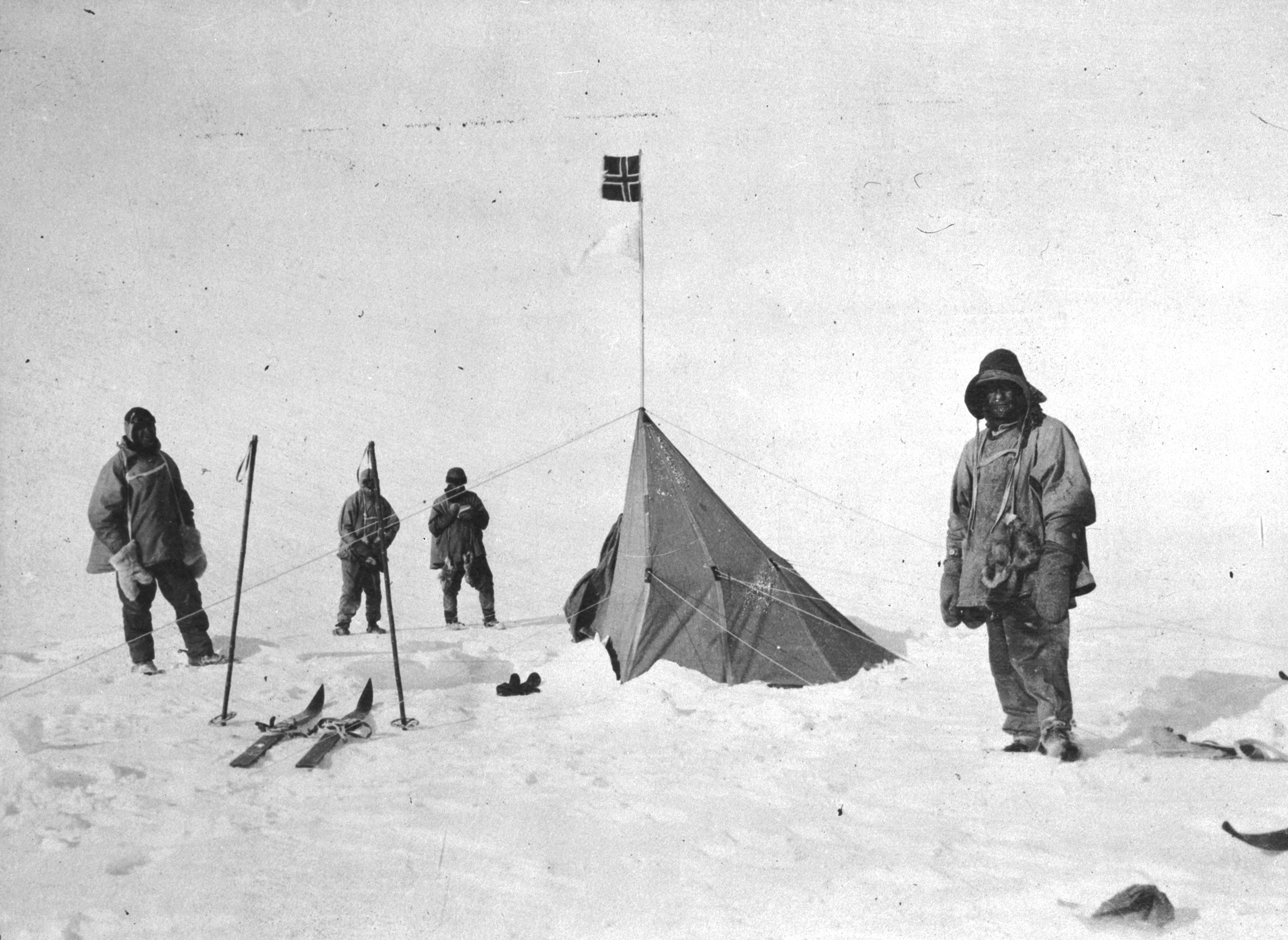
Scott und seine Männer in Polheim, Amundsens Basis am Pol. Von links nach rechts: Scott, Bowers, Wilson und Bootsmann Evans. Foto aufgenommen von Lawrence Oates

Die Südpolargruppe fuhr fort, die Schlitten unter guten Bedingungen voranzuschleppen. Am 16. Januar sichtete man Amundsens Flagge aus einer Entfernung von 24 Kilometern und erfuhr bei der Ankunft zwei Tage später, dass Amundsen bereits einen Monat zuvor dort gewesen war. Amundsen hatte in einem am Pol errichteten Zelt einige Nahrungsmittel und einen Brief zurückgelassen, den Scott im Fall seines Scheiterns auf der Rückfahrt König Haakon von Norwegen übergeben sollte.
Amundsens frühere Ankunft war zwar eine große Enttäuschung, kam jedoch nicht unerwartet – sie war von Scott bereits 1911 vorhergesagt worden, als er erfuhr, dass Amundsen seine Basis in der Bucht der Wale eingerichtet hatte, weiter im Süden als Scott, und dass er plante, sich ganz auf Hunde zu verlassen. Die entscheidende Bedeutung dessen war für Scott nicht der Vorteil, den Hunde gegenüber Ponys oder menschlicher Kraft gehabt hätten, sondern dass Scotts eigene gemischte Strategie (er nutzte Hunde, Ponys, Menschenkraft und motorisierte Traktoren) den Start so weit verzögern würde, bis das Wetter für die weniger robusten Ponys mild genug war.
Nachdem die Position überprüft und die eigene Flagge gesetzt worden war, kehrte Scotts Gruppe bereits am nächsten Tag wieder um und machte in den nächsten drei Wochen gute Fortschritte, durchschnittlich 22,5 Kilometer pro Tag. Allerdings neigte sich der Sommer seinem Ende zu, die Temperaturen fielen. Es wurde problematisch, jedes Depot zu lokalisieren und genügend Lebensmittel und vor allem Heizöl zu finden. Als die Temperaturen auf unter −30 °C fielen, wurde der Schnee hart und rau – die Skier verloren ihre Gleitfähigkeit, und die Schlitten wurden immer schwerer zu ziehen.
Am 7. Februar 1912 hatten die Männer das Depot am Gipfel des Beardmore-Gletschers erreicht und begannen den Abstieg. Trotz der Verspätung ordnete Scott einen halben Tag der geologischen Forschung an, 13 Kilogramm geologischer Proben wurden auf die Schlitten geladen. Evans litt an Erfrierungen, und seine Gesundheit begann sich zu verschlechtern. Er brach am 17. Februar am Fuß des Gletschers zusammen und starb kurz darauf. Vermutlich hatte er sich auf dem schwer begehbaren Gletscher eine Gehirnerschütterung zugezogen. Die Gruppe dürfte auch mit Dehydration und Unterernährung zu kämpfen gehabt haben, was zu Problemen bei der Wundheilung führte. Oates, der an einer alten Kriegswunde und Erfrierungen litt, wurde immer schwächer und verließ um den 17. März 1912 (Scott hatte die Übersicht über die Daten verloren), offenbar bei klarem Verstand, das Zelt, nachdem er die später berühmten Worte „I am just going outside and I may be some time“ (etwa: „Ich gehe nur raus und könnte etwas länger brauchen“) gesprochen hatte. Oates’ bewusstes Opfer reichte nicht aus, um die übrigen Mitglieder der Gruppe zu retten, die mit täglich weniger Nahrung auskommen mussten und langsamer vorankamen. Am 10. März 1912 kalkulierte Scott, dass die Lebensmittelvorräte noch für sieben Tage ausreichten, doch das nächste Depot, das One Ton Depot 225 Kilometer südlich von Kap Evans, war noch etwa neun Tage entfernt. Am 20. März waren die Männer noch 18 Kilometer – etwa zwei bis drei Tage – entfernt vom Depot, als ein Schneesturm aufkam und ihnen das Verlassen ihres Zelts verwehrte, in dem sie acht bis neun Tage später starben. Scotts letzter Tagebucheintrag datiert auf den 29. März 1912 und endet mit den Worten:
Jeden Tag waren wir bereit, uns auf den Weg zu unserem elf Meilen entfernten Depot zu machen, doch vor dem Zelt bleibt das wirbelnde Gestöber. Ich denke nicht, dass wir jetzt noch hoffen können. Wir werden es bis zum Ende durchstehen, doch wir werden natürlich schwächer, und das Ende kann nicht mehr weit sein. Es ist schade, aber ich kann jetzt nicht mehr schreiben. Kümmert euch um Himmels willen um unsere Hinterbliebenen.

### Auffüllung desOne Ton Depot(Februar–März 1912)
Scott hatte die Auffüllung des One Ton Depot mehrfach geordert. Die Anordnungen verlangten eine Aufstockung des Depots durch „fünf XS-Rationen oder auf jeden Fall drei, … und so viel Hundefutter wie möglich, das Depot soll bis zum 10. Januar 1912 gelegt sein“. Eine XS-Ration (Extra Summit) entspricht Nahrung für vier Männer für eine Woche. Da die beiden Hundeteams von Scott aber länger als geplant mit auf die Südreise genommen wurden, kamen sie zu spät und ausgelaugt zurück, um wie geplant die Vorräte für Menschen und Hunde zum One Ton Depot hinauszubringen. Inzwischen hatte eine einen Mann ziehende Gruppe aus Cape Evans, die aus Day, Nelson, Clissold und Hooper bestand, dem Plan gemäß drei der fünf XS-Rationen für die zurückkehrenden Gruppen hinausgebracht. Die Ladungen dieser Gruppe gestatteten weder den Transport der übrigen zwei XS-Rationen noch den der Hundenahrung. Als Atkinson sich zusammen mit dem Hundeführer Dmitri Girew von Hut Point aufmachen wollte, das One Ton Depot mit den noch fehlenden Vorräten zu füllen, kam am 19. Februar Tom Crean alleine dort an mit der überraschenden Nachricht, dass 56 km weiter südlich Leutnant Evans im Sterben liege und Lashly bei ihm sei.
Das schnelle Handeln, das Leutnant Evans Krankheit und Rettung erforderten, änderte Atkinsons Pläne, und die Aufgabe der Auffüllung des Depots fiel in Ermangelung eines anderen Kandidaten an Cherry-Garrard. Er wurde vom fähigen Hundeführer Dimitri Gerow begleitet. Atkinson fürchtete noch nicht um die Sicherheit der Südpolargruppe, da Scott noch nicht überfällig war und beim letzten Kontakt mit Evans gut vorangekommen war. Atkinsons mündliche Aufträge an Cherry-Garrard, später niedergeschrieben, beinhalteten, „so schnell wie möglich zum One Ton Depot zu reisen und die Nahrung dort zu hinterlassen. Wenn Scott nicht vor mir angekommen wäre, sollte ich entscheiden, was zu tun war“, und sich zu „erinnern, dass Scott für die Rückkehr nicht von den Hunden abhing und diese nicht aufs Spiel gesetzt werden sollten“. Atkinsons schriftlicher Bericht unterstützt diese Angaben.
Cherry-Garrard verließ Hut Point am 26. Februar mit Gerow und zwei Hundeteams und kam am 4. März am One Ton Depot an, wo er die Extra-Rationen deponierte. Scott war noch nicht da. Mit Nahrung für die Männer selbst und die Hunde für 24 Tage hatten sie etwa acht Tage Wartezeit, bevor sie nach Hut Point zurückkehren mussten. Die Alternative zum Warten, die Weiterfahrt nach Süden, hätte infolge des Mangels an Hundefutter bedeutet, die Hunde nach und nach als Futter für ihre Artgenossen zu töten, was gegen Scotts Auftrag gewesen wäre. Cherry-Garrard entschloss sich, auf Scott zu warten. Am 10. März kehrte Cherry-Garrard bei schlechter werdendem Wetter und schwindenden Vorräten um, ohne zu wissen, dass Scotts Männer weniger als 120 Kilometer entfernt um ihr Leben kämpften. Er erreichte Hut Point am 16. März. Atkinson schrieb später: „Ich bin zufrieden; kein anderer Offizier der Expedition könnte es besser gemacht haben.“, doch Cherry-Garrard machte sich für den Rest seines Lebens Vorwürfe, dass er keine andere Alternative gewählt hatte, welche das Leben von Scotts Männern gerettet haben könnte.
Nach Cherry-Garrards Rückkehr vom One Ton Depot ohne Neuigkeiten von Scott begann man sich langsam Sorgen zu machen. Atkinson beschloss eine weitere Reise, um zu versuchen, die Polargruppe zu erreichen. Am 26. März brach er mit Keohane auf, wobei sie einen Schlitten mit Vorräten für 18 Tage zogen. Bei sehr niedrigen Temperaturen (−40 °C) hatten sie bis zum 30. März Corner Camp erreicht, als das Wetter, die Kälte und die Jahreszeit den weiteren Fortschritt nach Süden Atkinsons Meinung nach unmöglich machten. Atkinson berichtete: „In meinen Gedanken war ich sicher, dass die Gruppe umgekommen war“. Er und Keohane kehrten dann zurück nach Hut Point.

### Suchgruppe (Oktober–November 1912)
Die Terra Nova hatte im Februar 1912 acht Männer mitgenommen und zwei Ersatzleute zurückgelassen. Die verbliebenen Expeditionsmitglieder warteten den Winter hindurch und setzten ihre wissenschaftliche Arbeit fort, bis man am 29. Oktober 1912 mit Maultieren aufbrach, um nach Scotts Gruppe zu suchen.
Am 12. November 1912 fand die Suchgruppe um Tryggve Gran die gefrorenen Körper von Robert Falcon Scott, Edward Adrian Wilson und Henry Robertson Bowers, 18 Kilometer südlich des One Ton Depot. Ihr Zelt war fast bis zur Spitze von angewehtem Schnee bedeckt.
Nachdem persönliche Gegenstände und Tagebücher, Bowers’ meteorologische Logbücher und etwa 16 Kilogramm geologischer Proben eingesammelt worden waren, wurde das Zelt über den Körpern zusammengefaltet. Zur Markierung des Grabs wurde über dem Zelt ein Schneehügel aufgeschüttet. Tryggve Grans Skier wurden zu einem Kreuz auf dessen Spitze umfunktioniert, Gran verwendete stattdessen Scotts Skier für die Heimreise.
Da man aus Scotts Tagebuch wusste, dass Oates nur etwa 42 Kilometer weiter südlich gestorben war, fuhr die Suchgruppe noch weiter, um auch seine Leiche zu finden. Dies gelang jedoch nicht. Man fand lediglich Oates’ Schlafsack und einen von ihm benutzten Theodolit. Scott hatte beide Gegenstände nach Oates’ Tod noch einige Kilometer mitgenommen, dann aber an einem Zwischenlager zurückgelassen. Am 15. November 1912 wurden am vermuteten Ort seines Todes eine Markierung und ein Kreuz errichtet. Während der Rückreise passierte die Suchgruppe erneut das Grabmal von Scott, Wilson und Bowers. Sie nahmen die geologischen Proben und Filmrollen, die sie während der Suche nach Oates dort zurückgelassen hatten, an sich. Anschließend setzten sie ihre Fahrt fort und erreichten Cape Evans am 25. November 1912.
Als rangältester Marineoffizier hatte Campbell während der letzten Wochen der Expedition das Kommando übernommen, bis die Terra Nova am 18. Januar 1913 eintraf. Vor der endgültigen Abfahrt wurde ein hölzernes Kreuz am Hang des Observation Hill errichtet, das Hut Point überblickt. Eingeritzt sind die fünf Namen der Toten und ein Zitat aus Alfred Tennysons Ulysses: “To strive, to seek, to find, and not to yield” („Streben, suchen, finden und nicht nachgeben“).
Das Grab von Scott, Wilson und Bowers liegt heute unter Eis, und die Position ist nur ungefähr bekannt. Nach Berechnungen des Geophysikers Charles Bentley werden die drei Toten durch die Gletscherdrift um das Jahr 2275 den Nordrand des Ross-Schelfeises erreichen und dort möglicherweise in einem Eisberg ins Rossmeer entlassen.

## Nachwirkungen
Der Tod von Scott und seinen Männern überschattete in der Folge in der öffentlichen Wahrnehmung alles andere, sogar Amundsens Erfolg. Viele Jahre lang blieb das Bild von Scott als tragischer Held ohne Tadel praktisch unangegriffen; obwohl es Spannungen unter der Expedition nahestehenden Personen gab, besonders Verwandten der Toten, wurde diese Disharmonie nicht öffentlich gemacht. Die Legende wuchs mit der Zeit und wurde mit dem Film Scott of the Antarctic (1948) und der 1953 erfolgten Erstbesteigung des Mount Everest für eine weitere Generation erneuert. In der DDR erlangte 1976 das Musikstück Der Kampf um den Südpol der Band Stern-Combo Meißen große Bekanntheit, das sich kritisch mit Ruhmsucht beschäftigt.
1924 wurde der Dokumentarfilm The Great White Silence veröffentlicht, den Herbert Ponting auf Grundlage eigener Aufnahmen, die er während der Expedition anfertigte, verantwortete. 2011 wurde der Film restauriert.
Die ersten wirklichen Änderungen in der öffentlichen Wahrnehmung erfolgten in den siebziger Jahren, als beinahe alle direkt von der Expedition Betroffenen tot waren. Erst mit der Publikation von Roland Huntfords Buch Scott and Amundsen 1979 begann eine Kontroverse. Dieses Buch, eine nachhaltige Kritik an Scott, die ihm die Schuld an allem gab, das schieflief, wurde bereitwillig von einer Generation aufgenommen, die weniger empfänglich war für Heldentum und Wagemut. Besondere Kritikpunkte waren Scotts autoritärer Führungsstil, seine schlechte Menschenkenntnis und eine Reihe von organisatorischen Fehlern wie dem Transport-„Chaos“. Es dauerte viele Jahre, bevor Gegendarstellungen wie die von Ranulph Fiennes und Susan Solomon Scotts Ruf in gewissem Ausmaß wiederherstellten.
Polarhistoriker stimmen im Grunde darüber überein, dass Amundsens Techniken, unterstützt durch seine Arktiserfahrung und seine Vertrautheit mit eisigen Bedingungen, ihm einen großen Vorteil verschafften, doch das erklärt nicht die Gründe für den Untergang von Scotts Gruppe. Scotts eigenes Urteil in der Nachricht an die Öffentlichkeit, die er schrieb, als er kurz vor dem Tod stand und sich in extremen Wetterbedingungen befand, weist die Schuld eher einer üppigen Liste von „Unglücken“ zu als schlechter Organisation. Der leidenschaftlichste aller Scott-Kritiker, Roland Huntford, weist dies als Selbstrechtfertigung zurück, während für den mit weitreichender Praxiserfahrung in der Antarktis ausgestatteten Polarforscher Ranulph Fiennes Darstellungen wie diese Huntford zum klaren "Hauptverleumder" Scotts machen. Diana Prestons Analyse deutet auf eine Mischung der Gründe hin – schlechte Logistik und reines Pech.
Eine wichtige Rolle beim Scheitern der Expedition spielte auch die Ernährung, die auf dem Stand der Ernährungswissenschaft von 1910 basierte. Der Schwerpunkt lag auf einer großen Menge an Kohlenhydraten (Brot, Zucker) und Fett, da man während der schweren Arbeit, besonders dem Ziehen der Schlitten, verbrauchte Nahrungsenergie ersetzen musste. In der Praxis wurde der Brennwert der genutzten Rationen stark überschätzt, auch wenn dies erst viel später offensichtlich wurde. Die tägliche Grundration pro Mann betrug 450 Gramm Brot, 336 Gramm Pemmikan, 84 Gramm Zucker, 56 Gramm Butter, 20 Gramm Tee und 16 Gramm Kakao. Diese Ernährung wurde auf der Südpolarreise durch Ponyfleisch unterstützt, doch solche Erweiterungen konnten das Energiedefizit nur über kurze Perioden überbrücken.

## Memorabilia und Orte von historischem Interesse
- Scotts Hütte am Kap Evans in der Antarktis
- Scotts Tagebücher in der British Library
- Das Scott-Polarforschungsinstitut wurde 1920 als nationales Denkmal für Scott und seine Kameraden eingerichtet. Als Zentrum für Forschungen über die Polarregionen und Glaziologie ist es Teil der Universität Cambridge
- Die Eier des Kaiserpinguins von der Reise nach Kap Crozier im British Museum of Natural History, London
- Geologische Proben im British Museum of Natural History, London
- Galionsfigur der Terra Nova im walisischen Industrie- und Meeresmuseum, Cardiff
- Schlitten in Kap Evans und Dunedin
- Scotts Skier im Skimuseum am Holmenkollen, Oslo
- Skier und Skistöcke aus Scotts Besitz im Museum von Plymouth
- Pontings Dunkelkammer in Christchurch